# Усадьба Грохольских (Винница)
Уса́дьба Грохо́льских (укр. Садиба Грохольских) — комплекс сооружений конца XVIII века, расположенный в ландшафтном парке. Находится в винницком, районе Пятничаны. Построен графом Михаилом Грохольским. Дворец выполнен в стиле раннего классицизма. Рядом находятся два флигеля, павильон и водонапорная башня, стилизованная под средневековую.

## История
Усадьба основана в 80-х годах XVIII века польским магнатом графом Михалом Грохольским (1705—1765), сыном брацлавского судьи Францишека Ксаверия Грохольского. Францишек Грохольский приобрёл Пятничаны с приданым жены Анны. Он был крылатым гусаром в войске князя Януша Вишневецкого, где дослужился до поручика. Далее во главе отряда украинской партии боролся с врагами, за что король Август III даровал ему чин ротмистра. Дважды был послом в сейм, среди брацлавской шляхты считался прекрасным знатоком юриспруденции. Собственного особняка не имел, однако женившись на Анне, приданым жены распоряжался разумно, был хорошим хозяином. Его сын, Михал Грохольский, заложил в 1760 году в Виннице костёл и монастырь доминиканцев, а в иезуитском костёле на его средства установили алтарь и амвон. В одном из своих деревень, Терешках, построил часовню.
На строительстве замка работали татарские и турецкие пленные. Планировалось, что усадьба будет представлять собой фортификационное сооружение окруженное прочными каменными стенами с башнями, бойницами и двойными воротами. В результате был возведен одноэтажный квадратный замок, предназначенный для жизни и обороны. В углах поднимались двухъярусные башни. Чуть дальше стояли две квадратные одноярусные башни. От них тянулись валы и рвы, окружавшие крепостной стеной площадь в несколько сотен метров длиной. Еще одна цилиндрическая башня располагалась в месте поворота вала и рва.
После смерти Михала Грохольского в 1765 году после него осталось семеро детей. Имения отца нужно было разделить. Пятничаны, как и Грицевский ключ, дворец в Стрижавке и двор в Виннице, достался старшему сыну Марцину (1727—1807), последнему брацлавскому воеводе. Шляхтич отдавал предпочтение не Пятничанам, а Грицеву. После смерти Мартина его все еще немалые владения снова начали дробиться среди наследников. Пятничаны достались его сыну Михалу (1765—1833). Именно он не только жил в имении на Пятничанах, но и приступил к его реконструкции, так как фортификационные сооружения стали не нужны. Реконструкцией больше занималась его жена Мария, любительница роскоши плохо чувствовала себя в суровых стенах старого замка.
В состав перестроенной усадьбы, размещенной на повышенном плато, с того времени входят дворец, флигель и павильон, расположенные среди старинного ландшафтного парка, частично окруженного старой кирпичной оградой.
В списке землевладельцев Винницкого уезда на 1914 год значатся:
- Грохольский Здислав Станиславович, граф, 4096 десятин, с. Пятничане, Стрижавской волости.
- Грохольский Фаддей Генрихович, 4725 десятин, м. Стрижавка, Стрижавской волости.

### Дворец и флигели
Дворец был построен в конце XVIII века. Выстроен в стиле раннего классицизма. Здание дворца кирпичное, прямоугольное, в виде буквы Н, трехэтажное, с боковыми ризалитами на главном и парковом фасадах. Углы здания рустованы. Стены венчает карниз дорического ордера.
Первоначально по обеим сторонам дворца размещались кирпичные квадратные в плане двухэтажные флигели, соединенные с ним одноэтажными полуциркульными галереями с колоннадой (в настоящее время не существуют). Первый этаж главного фасада дворца был акцентирован встроенным между ризалитами шестиколонным портиком с террасой, а окна были оформлены треугольными сандриками. Флигель дворца, конец XVIII века. В конце XIX века к западному, а в середине XX века к северному (заднему) фасадам были пристроены хозяйственные здания.
Сооружение кирпичное, прямоугольное в плане, двухэтажное, с центральным арочным проездом в первом этаже. Главный фасад в традиционной схеме классицизма расчленен спаренными пилястрами тосканского ордера, поднятыми на рустованный цоколь.

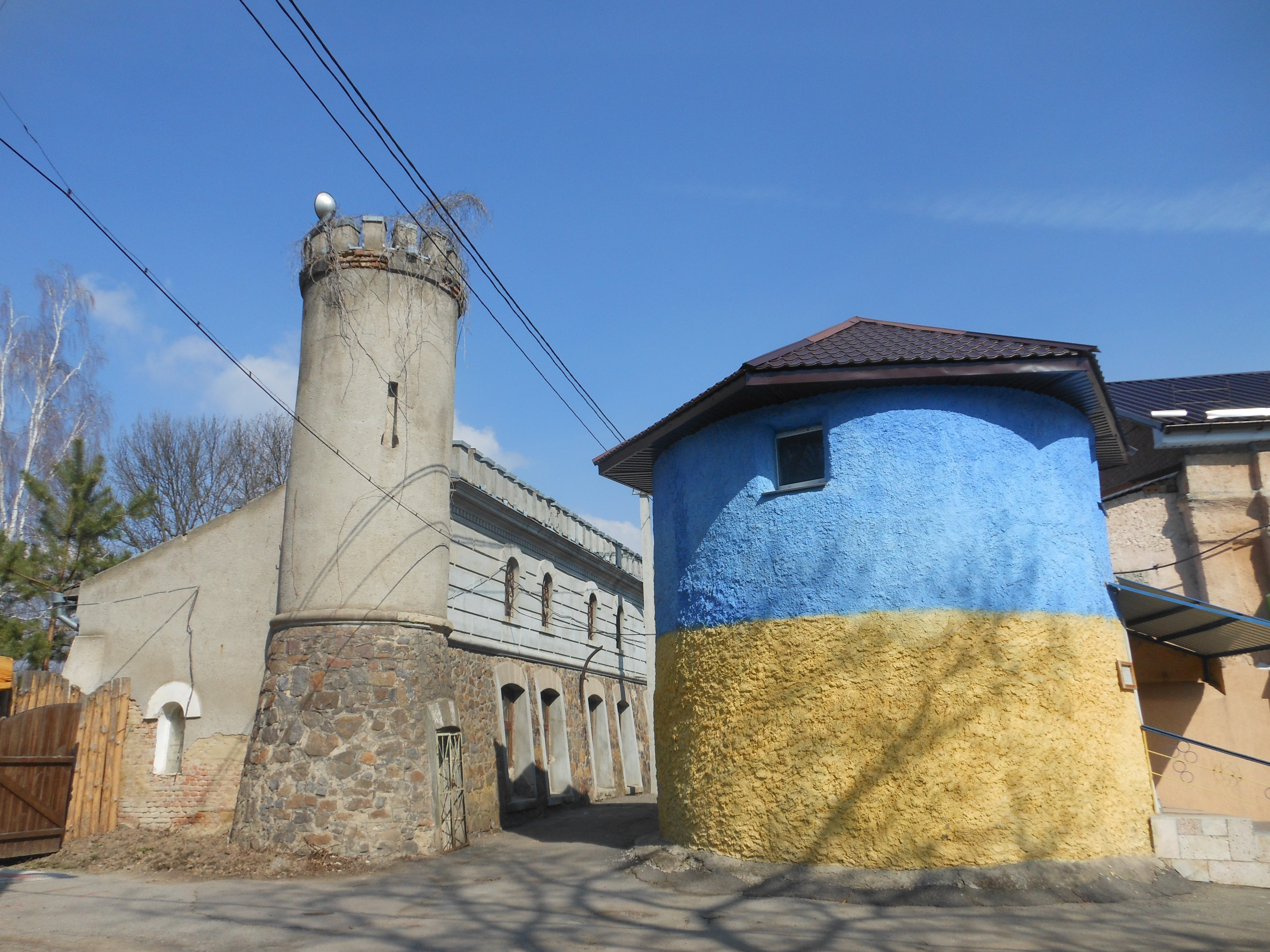
Павильон

### Павильон
Павильон, конец XVIII века. Кирпичная, круглая в плане, двухъярусная башня без завершения (не сохранилось), с кладкой под крупный руст. Второй ярус прорезан небольшими оконными проемами с наличниками. В первом ярусе расположено несколько декоративных бойниц.
Памятник составляет комплекс с двухэтажным зданием водокачки конца XIX века, выполненным в романтических формах неоготики из дикого камня (цокольный этаж) и кирпича. Здание в плане — вытянутый прямоугольник с круглой угловой башней, завершенной, как и основной объем, зубцами.

### Парк

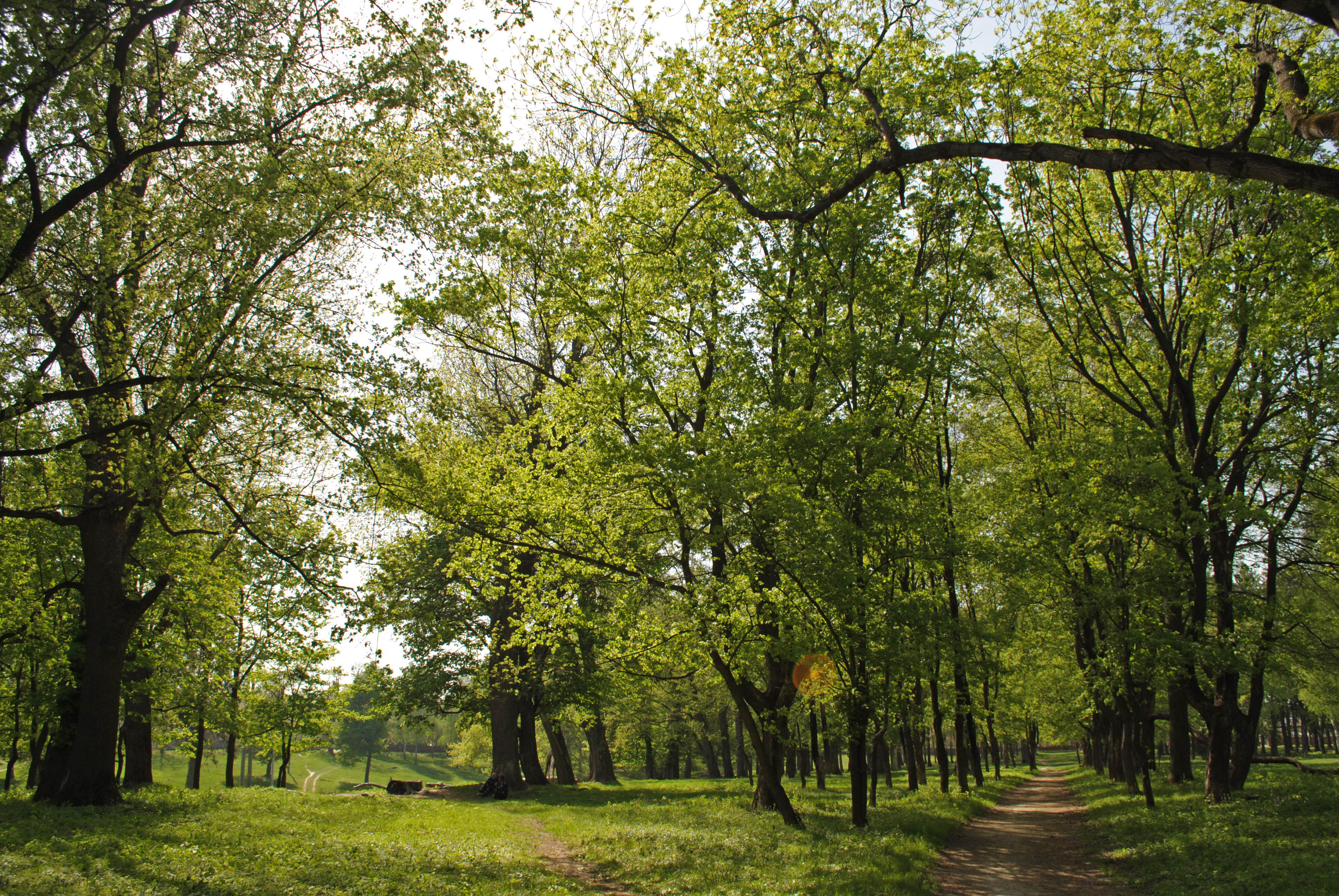
Фрагмент парка

Парк, занимающий 32 гектара, был создан во второй половине XIX века. Работы по реконструкции парка проводил украинский пейзажист-архитектор Д. Макклер. Характерной чертой его планировки являются многочисленные группы лиственных и хвойных пород. Живописные склоны пруда окружены насаждениями сосны обыкновенной, ели, лиственницы и вековых дубов.
В парке сгруппировано несколько небольших березовых рощ, массивов из белой акации, канадского тополя, ели и других пород. В парке имеются редкие виды деревьев.

## Современное состояние
В настоящее время усадьбу занимает эндокринологический диспансер и поликлиника, посещение ограничено. Частично здания отреставрированы.